# 関ジャニ∞ ドームLIVE 18祭
『関ジャニ∞ ドームLIVE 18祭』（かんジャニエイト ドームライブ じゅうはっさい、英語: EIGHTEEN FES in DOME）は、2022年12月17日から2023年1月15日にかけて開催された、関ジャニ∞のデビュー18周年記念ドームツアー。『KANJANI∞ DOME LIVE 18祭』（読み同じ）のタイトルで、2023年6月28日にINFINITY RECORDSから22枚目のライブBlu-ray/DVDとして発売された。

## 概要

### ドームツアー
- 本ツアーは、2022年12月17日から2023年1月15日にかけて開催された4大ドームツアーである[18][19][20][25][26]。
  - 同年7月に開催された、自身のデビュー18周年記念野外ライブ『18祭』[30][31]の"続き"に位置付けられるツアーとなっており[18][20][32][24][33]、『18祭』の「冬祭り」と称された[18][19]。
    - 尚、本ツアーは同ライブと同タイトルを用いてはいるが、大倉曰く「1年の中で夏と冬に開催するけど、中身は別物という祭りやイベント」の様なイメージであり、同じ『18祭』というタイトルであるが、「似て非なるもの」を目指しているという[34]。

  - ドームツアーとしては、2019年に開催された5大ドームツアー『十五祭』以来約3年振り、通算9度目の開催[18][19][20][24]。
  - ライブツアーとしては、2021年から2022年にかけて開催された全国アリーナツアー『KANJANI'S Re:LIVE 8BEAT』の最終公演から、約1年振りの開催[18][19]。
  - 自身が冬にドームツアーを開催するのは、2016年から2017年にかけて開催したライブツアー『関ジャニ'sエイターテインメント』以来、約6年振りである。
  - また、前回までのツアーと異なり、本ツアーでは北海道・札幌ドームでの公演が無いため、「"4大"ドーム」で留まっており、横山も「今度は5大ドームでライブをやりたいです」と、再び5大ドームツアーを行う事を目標として語っている[35]。
- 本ツアーは、全国4都市のドーム会場で全10公演・計46万人、本ツアーと同名の前述の夏の野外ライブ『18祭』を含めると、計72万人を動員した[25][26][36][37]。
- 本ツアーでは、バンドスタイルの楽曲やダンス曲に加え、コントキャラクター『エイトレンジャー』や自身が女装したガールズユニット『キャンジャニ∞』の楽曲、夏の『18祭』と同様の関ジャニ∞と同事務所所属アーティストの楽曲のカバーメドレーなど、全39曲を披露した[25][26][38][39][40]。
- 本ライブのCDおよび映像作品販売ブースにて、関ジャニ∞の商品（CD・DVD・Blu-ray）を1点購入時に、『『ドームLIVE 18祭』限定 SH∞PING BAG!!!!!』が1枚先着で配布された[41]。
  - 同特典は、本ツアーの特別デザインであり、会場ごとにライブ日程と地名が入った限定ショッパーとなっている[41]。
  - 更に、47thシングル『喝采』を購入した際には、上述のスタジアムライブ『18祭』でも配布された『「喝采」ミニ∞FLAG』が上述のショッパーに加えて1つ配布された[41]。
- 2022年7月24日、上述のスタジアムライブ『18祭』の最終日である大阪・ヤンマースタジアム長居公演にて、本ツアーの開催が発表された[18][19][20]。
- 同日、本ツアーのティザー映像が公開された[19][20]。
- 同年8月25日、本ツアーに向けたプロジェクト『飛び乗れ!エイトレインプロジェクト』が始動[42][43]。
  - 同プロジェクトでは、本ツアーに対する「アイデア・願い・夢」などに加え、関ジャニ∞に関する様々な意見を特設サイト内の「アヒル箱」に募集するものとなっている[42]。
  - 本ツアーの開催日程の解禁と同時に同サイトの仕様もアップデートされた[44]。
- 同年10月27日 - 2023年1月22日、所属事務所の有料公式モバイルサイト『Johnny's web』にて、自身の各マネージャーがメンバーの様子を投稿する特別企画「マネージャーのつぶやき」が実施された[45][46][47]。
  - 同企画終了翌日の2023年1月23日には、「増刊号」と題した特別編が別途投稿された[48]。
- 本ツアーの各会場2日目に、ライブリハーサルを見学出来るリハーサル見学会イベント『関ジャニ∞リハーサル見学会 〜ホンマにリハしかせぇへんよ!〜』が開催された[49]。
- 2023年2月4日 - 25日、フジテレビ系連続ドキュメンタリー『RIDE ON TIME』にて、本ツアーおよび前述の夏の『18祭』の舞台裏などを密着した映像が放送された[50][51]。

### 映像作品
- 前作『KANJANI∞ STADIUM LIVE 18祭』から約7か月振りのリリース。
- 2024年2月4日よりグループ名を「SUPER EIGHT」に改名したため[52]、本作が「関ジャニ∞」名義で最後の映像作品となった。
- 本作は初回限定盤A・B、通常盤（各DVD/Blu-ray）の6形態で発売。
- 本作には、2023年1月15日に開催された、千秋楽公演である大阪・京セラドーム大阪公演3日目の模様を収録[27][28][29]。
- 初回限定盤には特典映像を収録した特典DVD/Blu-rayを付属。
  - 初回限定盤A・B共通で、全9曲のマルチアングルを収録[27][28][29]。
  - 初回限定盤Aには、「エイトレインメドレー」と題した、各会場限定で披露された各3曲から4曲のメドレーの模様と、「WORD DOCUMENTARY "18祭" "THE WORD" from KANJANI∞ [2022-2023]『18年目も、よう喋ったなぁ』」と題したドキュメンタリー映像と、本編収録公演以外の各公演のMCダイジェストを収録[27][28][29]。
  - 初回限定盤Bには、「キャンジャニ∞ ご挨拶集」と題したキャンジャニ∞登場時の挨拶や、「エイトレンジャー 〜センター争奪戦スペシャル!〜」と題したエイトレンジャーのコントの各公演のダイジェスト映像と、「関ジャニ∞のホロ酔い鑑賞会〜たまには自分をほめようや!〜」と題した、メンバーが計34杯の酒とワイン1本を飲みながら行った本編のビジュアルコメンタリーを収録[27][28][29]。
- 2023年6月27日、本作の通常盤の購入者特典として、『関ジャニ∞アプリ』にて本項ライブツアーのライブ音源を収録した配信限定ライブ・アルバム『お耳de18祭』が配信された[53]。
- 同年7月2日、本ライブの映像が使用された、「歓喜の舞台」のメモリアルムービーが公開された[54]。

#### 各形態概要
| 特典内容                                        | 形態        |
| ----------------------------------------------- | ----------- |
| 特典Blu-ray/DVD（詳細は「#初回限定盤A」を参照） | 初回限定盤A |
| トールケース LPサイズ紙ジャケット仕様           | 初回限定盤A |
| 続!めちゃデカLIVE Photoカード（カード式18枚）   | 初回限定盤A |
| 18祭すごろく〜冬編〜                            | 初回限定盤A |
| 特典Blu-ray/DVD（詳細は「#初回限定盤B」を参照） | 初回限定盤B |
| デジパック 透明スリーブケース仕様               | 初回限定盤B |
| LIVE Photo Book（48P）                          | 初回限定盤B |
| ポスター型歌詞カード                            | 全形態      |

| 特典内容   | 形態   |
| ---------- | ------ |
| お耳de18祭 | 通常盤 |

## 公演日程
| 年     | 月   | 日   | 開演時間 | 会場                             |
| ------ | ---- | ---- | -------- | -------------------------------- |
| 2022年 | 12月 | 17日 | 18:00    | 福岡PayPayドーム（福岡県）       |
| 2022年 | 12月 | 18日 | 16:00    | 福岡PayPayドーム（福岡県）       |
| 2022年 | 12月 | 24日 | 18:00    | バンテリンドームナゴヤ（愛知県） |
| 2022年 | 12月 | 25日 | 17:00    | バンテリンドームナゴヤ（愛知県） |
| 2023年 | 1月  | 7日  | 18:00    | 東京ドーム（東京都）             |
| 2023年 | 1月  | 8日  | 17:00    | 東京ドーム（東京都）             |
| 2023年 | 1月  | 9日  | 17:00    | 東京ドーム（東京都）             |
| 2023年 | 1月  | 13日 | 18:00    | 京セラドーム大阪（大阪府）       |
| 2023年 | 1月  | 14日 | 17:00    | 京セラドーム大阪（大阪府）       |
| 2023年 | 1月  | 15日 | 17:00    | 京セラドーム大阪（大阪府）       |

## 販売形態
- 発売日：2023年6月28日
  - 初回限定盤A（JAXA-5206~5208：3Blu-ray）
    - 5.1chサラウンド（本編映像、マルチアングルのみ）
    - トールケース LPサイズ紙ジャケット仕様
    - 『続!めちゃデカLIVE Photoカード』封入（カード式18枚）
    - 『ポスター型歌詞カード』封入
    - 『18祭すごろく〜冬編〜』封入

  - 初回限定盤A（JABA-5478~5481：4DVD）
    - トールケース LPサイズ紙ジャケット仕様
    - 『続!めちゃデカLIVE Photoカード』封入（カード式18枚）
    - 『ポスター型歌詞カード』封入
    - 『18祭すごろく〜冬編〜』封入

  - 初回限定盤B（JAXA-5209~5211：3Blu-ray）
    - 5.1chサラウンド（本編映像、マルチアングルのみ）
    - デジパック 透明スリーブケース仕様
    - 『LIVE Photo Book』封入（48P）
    - 『ポスター型歌詞カード』封入

  - 初回限定盤B（JABA-5482~5485：4DVD）
    - デジパック 透明スリーブケース仕様
    - 『LIVE Photo Book』封入（48P）
    - 『ポスター型歌詞カード』封入

  - 通常盤（JAXA-5212：Blu-ray）
    - 5.1chサラウンド
    - 『ポスター型歌詞カード』封入

  - 通常盤（JABA-5486~5487：2DVD）
    - 『ポスター型歌詞カード』封入

## チャート成績
- オリコンチャート
  - 2023年6月27日付の「オリコンデイリー DVDランキング」で初登場1位を獲得した[1]。
  - 2023年6月27日付の「オリコンデイリー Blu-rayランキング」で初登場1位を獲得した[2]。
  - 2023年6月27日付の「オリコンデイリー ミュージックDVDランキング」で初登場1位を獲得した[3]。
  - 初週134,373枚を売り上げ、2023年7月10日付の「オリコン週間 ミュージックDVD・Blu-rayランキング」で週間1位を獲得した[4][5]。
    - 13作連続、通算13作目のミュージックDVD・Blu-ray1位獲得となった[4]。
    - これにより、「ミュージックDVD・Blu-ray連続1位獲得作品数」および「ミュージックDVD・Blu-ray通算1位獲得作品数」共に、オリコンチャート史上歴代単独1位を記録した[4]。

  - 初週38,272枚を売り上げ、2023年7月10日付の「オリコン週間 DVDランキング」で週間1位を獲得した[4][6]。
    - 20作連続、通算21作目のDVD1位獲得となった。

  - 初週96,101枚を売り上げ、2023年7月10日付の「オリコン週間 Blu-rayランキング」で週間1位を獲得した[4][7]。
    - 15作連続、通算15作目のBlu-ray1位獲得となった[4]。
    - これにより、「Blu-ray連続1位獲得作品数」および「Blu-ray通算1位獲得作品数」共に、オリコンチャート史上歴代単独1位の記録を更新した[4]。

  - 初週38,272枚を売り上げ、2023年7月10日付の「オリコン週間 ミュージックDVDランキング」で週間1位を獲得した[8]。
    - 20作連続、通算21作目のミュージックDVD1位獲得となった。

  - 初週96,101枚を売り上げ、2023年7月10日付の「オリコン週間 ミュージックBlu-rayランキング」で週間1位を獲得した[9]。
    - 16作連続、通算16作目のミュージックBlu-ray1位獲得となった。

  - 累計145,933枚を売り上げ、2023年度「オリコン年間 ミュージックDVD・Blu-rayランキング」で年間7位を獲得した[10]。
  - 累計42,246枚を売り上げ、2023年度「オリコン年間 DVDランキング」で年間11位を獲得した[11]。
  - 累計103,687枚を売り上げ、2023年度「オリコン年間 Blu-rayランキング」で年間6位を獲得した[12]。
- SoundScan Japan
  - 累計135,204枚を売り上げ、2023年6月度「音楽ビデオ・チャート」で月間1位を獲得した[13]。
  - 累計13.5万枚を売り上げ、2023年度「上半期音楽ビデオ・チャート」で上半期7位を獲得した[14]。
  - 累計147,236枚を売り上げ、2023年度「年間音楽ビデオ・チャート」で年間8位を獲得した[15]。

## 収録内容

### 本編映像（セットリスト）
- 千秋楽・京セラドーム大阪公演3日目のセットリスト[57][27]。
- 通常盤のBlu-ray盤以外は、Disc 1にM-1~14、Disc 2にM-15以降を収録。
- 通常盤のBlu-ray盤は、Disc 1に全て収録。

1. 歓喜の舞台
2. へそ曲がり
3. EJ☆コースター
4. がむしゃら行進曲
5. 無責任ヒーロー
6. 前向きスクリーム!
7. 〈ジャニーズメドレー〉
  1. ダイヤモンドスマイル
  2. Imitation Rain
  3. ブラザービート
  4. シンデレラ・クリスマス / 丸山隆平・安田章大
  5. Everybody Go / 横山裕
  6. 花唄 / 横山裕・丸山隆平・安田章大
  7. まいったネ 今夜 / 村上信五・大倉忠義
  8. ichiban
  9. スシ食いねェ! / 横山裕・丸山隆平・安田章大・大倉忠義
  10. たよりにしてまっせ[注 4]
  11. 台風ジェネレーション -Typhoon Generation-
  12. Monster
  13. ええじゃないか
8. ありがとう。
9. モノグラム
10. ナントカナルサ
11. キミトミタイセカイ

〈MC〉
1. ∞レンジャー 〜センターは俺だ!俺だ!の巻〜
  1. ∞レンジャー / エイトレンジャー
2. ないわぁ〜フォーリンラブ / キャンジャニ∞

〈Jr.コーナー〉
1. Can do! Can go!
2. バンバンッ!!

1. Snow White
2. Black of night
3. Dye D?
4. 宇宙に行ったライオン
5. 応答セヨ
6. ここにしかない景色
7. ズッコケ男道
8. 勝手に仕上がれ
9. 愛でした。
10. ひとつのうた

〈アンコール〉
1. 夢列車
2. TAKOYAKI in my heart
3. T.W.L

〈Wアンコール〉
1. 喝采

〈エンドロール〉
- 歓喜の舞台 "18祭" Remix

### 特典映像

#### 初回限定盤A
- DVD盤は、「エイトレインメドレー集」をDisc 2、マルチアングルをDisc 3、その他をDisc 4に収録。
- Blu-ray盤は、マルチアングルをDisc 1・2、「エイトレインメドレー集」をDisc 2、その他をDisc 3に収録。

| #         | タイトル                                                                                     | 作詞   | 作曲・編曲 | 時間   |
| --------- | -------------------------------------------------------------------------------------------- | ------ | ---------- | ------ |
| 1.        | 「マルチアングル」                                                                           |        |            | 110:20 |
| 2.        | 「エイトレインメドレー集」                                                                   |        |            | 21:53  |
| 3.        | 「WORD DOCUMENTARY "18祭" "THE WORD" from KANJANI∞ [2022-2023]『18年目も、よう喋ったなぁ』」 |        |            | 87:59  |
| 4.        | 「MCダイジェスト」                                                                           |        |            | 90:07  |
| 合計時間: | 合計時間:                                                                                    | 310:19 |            |        |

| #         | タイトル                                      | 作詞   | 作曲・編曲 | 時間  |
| --------- | --------------------------------------------- | ------ | ---------- | ----- |
| 1.        | 「歓喜の舞台」                                |        |            | 17:05 |
| 2.        | 「ダイヤモンドスマイル」                      |        |            | 12:10 |
| 3.        | 「ichiban」                                   |        |            | 4:05  |
| 4.        | 「台風ジェネレーション -Typhoon Generation-」 |        |            | 9:15  |
| 5.        | 「Monster」                                   |        |            | 7:00  |
| 6.        | 「ないわぁ〜フォーリンラブ」                  |        |            | 15:50 |
| 7.        | 「Black of night」                            |        |            | 14:45 |
| 8.        | 「Dye D?」                                    |        |            | 13:30 |
| 9.        | 「愛でした。」                                |        |            | 16:40 |
| 合計時間: | 合計時間:                                     | 110:20 |            |       |

| #         | タイトル                                           | 作詞  | 作曲・編曲 | 時間 |
| --------- | -------------------------------------------------- | ----- | ---------- | ---- |
| 1.        | 「キミへのキャロル」(エイトレインFUKUOKAメドレー)  |       |            | 2:18 |
| 2.        | 「サタデーソング」(エイトレインFUKUOKAメドレー)    |       |            | 2:24 |
| 3.        | 「ナントカナルサ」(エイトレインFUKUOKAメドレー)    |       |            | 2:37 |
| 4.        | 「キミへのキャロル」(エイトレインNAGOYAメドレー)   |       |            | 2:02 |
| 5.        | 「I wish」(エイトレインNAGOYAメドレー)             |       |            | 1:33 |
| 6.        | 「雪をください」(エイトレインNAGOYAメドレー)       |       |            | 1:54 |
| 7.        | 「10年後の今日の日も」(エイトレインNAGOYAメドレー) |       |            | 1:59 |
| 8.        | 「七色パラメータ」(エイトレインTOKYOメドレー)      |       |            | 2:00 |
| 9.        | 「急☆上☆Show!!」(エイトレインTOKYOメドレー)        |       |            | 2:09 |
| 10.       | 「イッツ マイ ソウル」(エイトレインTOKYOメドレー)  |       |            | 2:57 |
| 合計時間: | 合計時間:                                          | 21:53 |            |      |

#### 初回限定盤B
- DVD盤は、マルチアングルと「エイトレンジャー 〜センター争奪戦スペシャル!〜」をDisc 3、「関ジャニ∞のホロ酔い鑑賞会」をDisc 4に収録。
- Blu-ray盤は、マルチアングルをDisc 1・2、「キャンジャニ∞ ご挨拶集」をDisc 2、その他をDisc 3に収録。

| #         | タイトル                                                   | 作詞   | 作曲・編曲 | 時間   |
| --------- | ---------------------------------------------------------- | ------ | ---------- | ------ |
| 1.        | 「マルチアングル」                                         |        |            | 110:20 |
| 2.        | 「キャンジャニ∞ ご挨拶集」                                 |        |            | 49:53  |
| 3.        | 「エイトレンジャー 〜センター争奪戦スペシャル!〜」         |        |            | 45:50  |
| 4.        | 「関ジャニ∞のホロ酔い鑑賞会〜たまには自分をほめようや!〜」 |        |            | 188:20 |
| 合計時間: | 合計時間:                                                  | 394:23 |            |        |

| #         | タイトル                                      | 作詞   | 作曲・編曲 | 時間  |
| --------- | --------------------------------------------- | ------ | ---------- | ----- |
| 1.        | 「歓喜の舞台」                                |        |            | 17:05 |
| 2.        | 「ダイヤモンドスマイル」                      |        |            | 12:10 |
| 3.        | 「ichiban」                                   |        |            | 4:05  |
| 4.        | 「台風ジェネレーション -Typhoon Generation-」 |        |            | 9:15  |
| 5.        | 「Monster」                                   |        |            | 7:00  |
| 6.        | 「ないわぁ〜フォーリンラブ」                  |        |            | 15:50 |
| 7.        | 「Black of night」                            |        |            | 14:45 |
| 8.        | 「Dye D?」                                    |        |            | 13:30 |
| 9.        | 「愛でした。」                                |        |            | 16:40 |
| 合計時間: | 合計時間:                                     | 110:20 |            |       |

## 演出
- 本ツアーから、新型コロナウイルス「COVID-19」の影響で制限されていた観客の声出しが解禁された[25][58][39][59]。
- 本ツアーでは、自身のワンマンライブとしては初めてBluetoothが内蔵されている制御型ペンライト『ERライト』が使用され、その光を使った演出が施された[25][26][36][40]。
  - ペンライトの当初の構想としては、「観客の歓声を、どう擬似的に"光"に出来るか」という事が前提にあった[60]。これは、2021年から2022年にかけて開催されたアリーナツアー『KANJANI'S Re:LIVE 8BEAT』で使用された「観客の歓声を事前に募集し、ライブでその音声を流す」という取り組みを経て、「もしこれからドームで（ライブを）やるとしても、（声出しの出来ない）静かなドームは辛いよね」という話から、「お客さんの熱量を、声援の大きさ・小ささで表現できないか」とスタッフに相談していく中で、「ペンライトを振る熱量をスピーカーに繋ぐ」という構想に辿り着き、実現に向けて動いていたからである[60]。しかし、所属するジャニーズ事務所の方針により、ライブでの声出しが容認された[61]が、既にこのペンライトの生産を大量に行っていたため、「ペンライトとして奇麗な景色になるようにと生かしつつ、今回は僕ららしい使い方にしよう」と構想を転換し、最終的に「制御型ペンライト」という事なった[60]。
- 本ツアー開始前から実施されていたプロジェクト『飛び乗れ!エイトレインプロジェクト』でも描かれていた、機関車をイメージした「エイトレイン」が、本ツアー内での演出に数多く施されている[62][63]。
  - オープニング映像では、「スタジアム発ドーム行き」と書かれた「エイトレイン」に乗り、ドームに向かうメンバーがユニークに描かれている[63]。
  - 列車が題材の楽曲「夢列車」の披露時は、会場内の移動を「エイトレイン」のデザインをしたフロートカーで行った[62]。
- 本ツアーでは、2022年7月に開催された、本ツアーと同名の野外ライブ『18祭』でも実施された、嵐の野外イベント『アラフェス』をオマージュした企画「ハチフェス」が実施された[64]。
  - 今回も関ジャニ∞メンバーを3Dのアニメーションでキャラクター化したCG映像となっているが、夏の『18祭』で実施された楽曲投票は実施されなかった[64]。
- ツアーの序盤では、夏の『18祭』と同様に、関ジャニ∞と同事務所所属アーティストの楽曲のカバーメドレーを披露した[25][39][37]。
  - 同メドレー内の「スシ食いねェ!」では、前述の夏の『18祭』では"寿司屋のおやじ"に扮した大倉が歌詞に合わせて出す本物の"寿司"を、客に扮した丸山が次々と頬張る演出だったが、本ツアーでは、大倉が焼き鳥をメインとする居酒屋チェーン『鳥貴族』の社長・大倉忠司の息子である事から、タイトルを「ニク食いねェ!」に変更し、横山が"ニク（肉）"仕様にリアレンジした歌詞の通り、寿司ではなく本物の肉を、『鳥貴族』を文字った『肉貴族』の店員に扮した大倉が出し、客に扮した丸山が次々と頬張る演出となった[25][36][37][40][65]。
- 東京ドーム公演のみではあるが、「七色パラメータ」が自身のライブで初披露された[64]。
- 自身のコントキャラクター『エイトレンジャー』が登場し、約6年振りに有観客のライブ内でコントを披露した[25][66][67][注 6]。
  - コント内では、夏の『18祭』と同様に、過去に「B.A.D.団」としてコントに参加していた、ジャニーズWESTの中間淳太と桐山照史が映像で出演した[68]。
  - コントの展開として、前述の制御型ペンライトを活用したファン参加型の演出が施されており、団結した5人が悪の組織と対決するために、ペンライトのボタンを連打する事で、パワーを送る仕様となっている[68]。
  - 本ツアーで着用した衣装は、夏の『18祭』と同様に、映画『エイトレンジャー』シリーズのものではなく、それ以前から着用しているものが使用された[68][69]。
- 関ジャニ∞が女装したガールズユニット『キャンジャニ∞』が前述の『18祭』に引き続き登場し、本ツアーでは、約7年振りのキャンジャニ∞としての新曲「ないわぁ〜フォーリンラブ」を披露した[25][38][58][70]。
  - 同曲は、女装ではなく本物の女性アイドルグループである坂道シリーズなどを多く手掛ける秋元康が作詞、TAKAHIROが振付を担当している[71][72][73]。
  - 特に、同曲がサプライズ披露された本ツアーの初日公演である福岡・福岡PayPayドーム公演当日（2022年12月17日）には、Twitterのトレンドで1位を獲得したという[74][75][76]。
  - 前述の『18祭』でキャンジャニ∞が登場した際に、新型コロナウイルスの影響で声出しが出来ない状況だったのにもかかわらず、観客からのどよめきが大きかったため、「こんなに喜んでもらえるのならもっと頑張りたいな」と考え[77]、その反響から本ツアーでもキャンジャニ∞の披露が決まった[78]。
  - 尚、2022年8月25日から始動した『飛び乗れ!エイトレインプロジェクト』内の「アヒル箱」[42]で、ファンから寄せられた要望は、特にキャンジャニ∞に関する要望が多かったという[79]。
- 本ツアーの中盤では、安田が作詞・作曲を手掛けた「Snow White」「Black of night」「Dye D?」の3曲が続けて披露された[62]。
  - この内、「Snow White」は元メンバーの錦戸亮と共同で作詞・作曲しており、錦戸が制作した楽曲をライブで披露するのは初である[57][注 7]。
- 本ツアーの終盤では、バンドとしての定番曲「ズッコケ男道」や「勝手に仕上がれ」など、計6曲がバンドスタイルで楽曲が本編で披露された[25][26][57][59][80]。
  - この内、「宇宙に行ったライオン」「応答セヨ」「ここにしかない景色」「愛でした。」は5人体制で初披露された[57]。
  - 村上は、夏の『18祭』と同様に本ツアーでもショルダーキーボードを使用した[25][36][40]。
  - 「ここにしかない景色」では、横山のギターソロが取り入れられた[81]。
- ツアー千秋楽である大阪・京セラドーム大阪公演3日目のみ、Wアンコールとして「喝采」がバンドスタイルで披露された[25][82][58][83]。
  - 一度片付けたバンドセットを再び準備しなければならないという理由から、今までの関ジャニ∞のライブのアンコールの最後にバンド曲を披露する事は無かったが、メンバーやスタッフとの話し合いの結果、披露する事となった[83]。

## グッズ
※出典を参照。
| グッズタイトル                               | 詳細                                         | 価格      |
| -------------------------------------------- | -------------------------------------------- | --------- |
| パンフレット                                 | パンフレット                                 | 2,500円   |
| ジャンボうちわ（個人5種）                    | ジャンボうちわ（個人5種）                    | 各800円   |
| フォトキャンバス（集合2種）                  | フォトキャンバス（集合2種）                  | 各1,000円 |
| クリアファイル（集合1種・個人5種）           | クリアファイル（集合1種・個人5種）           | 各600円   |
| オリジナルフォトセット（集合1種・個人5種）   | オリジナルフォトセット（集合1種・個人5種）   | 各900円   |
| ERライト                                     | ペンライト                                   | 4,500円   |
| 【EYC】トートバッグ                          | 【EYC】トートバッグ                          | 2,000円   |
| 【EYC】パーカー                              | 【EYC】パーカー                              | 6,000円   |
| 【EYC】ビーチタオル                          | 【EYC】ビーチタオル                          | 4,000円   |
| CIRCLEポーチ（個人5種）                      | 丸型ポーチ                                   | 各3,000円 |
| フォトカードスタンド（キャンジャニ∞個人5種） | フォトカードスタンド（キャンジャニ∞個人5種） | 各1,800円 |
| 飛び乗れ!エイトレインバッジセット            | ピンバッジセット                             | 2,200円   |
| ステッカー&マスキングテープ                  | ステッカー&マスキングテープ                  | 1,000円   |

- 「ビーチタオル」「トートバッグ」「パーカー」のデザインは安田が担当している[79]。それぞれの名称には「EYC」を冠しており、「Eternal Youth Climber」をコンセプトにしている[79]。
  - これは、年齢を重ねると「青春は過ぎ去ったものだ」や「いつまでも青春、青春というのは恥ずかしい」という声をよく耳にしていた安田が、「そうじゃないんだぜ。エターナルユースクライマー（Eternal Youth Climber）というパスを持っていたら、僕たちはいつまでも青春を味わえる仲間なんだぜ」という想いを込めている[79]。
  - また、「Climber（登山者）」から、稲妻を逆さにして、山に見える様なモチーフのロゴとなった[79]。
  - 更に、安田はその山を「青春山」と名付けており、「人生とは永遠の青春の山で、僕たちは青春パスを胸に生きているんだ」というメッセージが込められている[79]。
  - ロゴが傾いているのは、地球の地軸である23.4度を表しており、「宇宙規模で回っている事を意識しながら、ちっぽけな自分が生きる存在意義を感じてもらえたら良いな」との思いが込められている[79]。
- オンラインストアの注文受付は2回の期間に分かれて行われた[85]。
  - 1回目
    - 注文受付期間：2022年11月17日 - 23日
    - 発送期間：2022年12月1日 - 9日

  - 2回目
    - 注文受付期間：2022年12月17日 - 2023年1月18日
    - 発送期間：2023年1月上旬
- キャンジャニ∞による「フォトカードスタンド」は、2023年4月26日に発売された女性誌『an・an』の特典として付属のキャンジャニ∞の撮り下ろしフォトカードが収まる仕様になっている[86][87]。

## 特典音源
『お耳de18祭』（おみみデじゅうはっさい）は、関ジャニ∞の配信限定ライブ・アルバム。2023年6月27日に『関ジャニ∞アプリ』限定でINFINITY RECORDSから配信された。

### 概要（特典音源）
- 前年に配信された『関ジャニ∞のいろは』や『18祭 "もぎたてホヤホヤ" LIVE音源』に続き、『関ジャニ∞アプリ』限定配信アルバム[53]。
  - 本項ライブツアー『関ジャニ∞ ドームLIVE 18祭』の千秋楽公演である大阪・京セラドーム大阪公演3日目のライブ音源を収録したライブ・アルバムとなっている[53]。
- 本項映像作品の通常盤を購入し、付属しているシリアルコードを2023年6月27日から10月31日まで入力すれば、対象期間限定で本作のダウンロードが可能となっている[53]。
- 本作には、主にツアーでバンドスタイルで披露された計8曲が収録されている[53]。

### 配信期間
- シリアルコード入力期間およびダウンロード可能期間：2023年6月27日 - 10月31日

### 収録曲
| #  | タイトル                 | 作詞           | 作曲                          |
| -- | ------------------------ | -------------- | ----------------------------- |
| 1. | 「宇宙に行ったライオン」 | 藤森真一       | 藤森真一                      |
| 2. | 「応答セヨ」             | 新藤晴一       | 中野領太                      |
| 3. | 「ここにしかない景色」   | A.F.R.O        | A.F.R.O                       |
| 4. | 「ズッコケ男道」         | 上中丈弥       | ピエール                      |
| 5. | 「勝手に仕上がれ」       | オカモトショウ | オカモトショウ オカモトコウキ |
| 6. | 「愛でした。」           | 石原理酉       | 石原理酉                      |
| 7. | 「ひとつのうた」         | 大西省吾       | 大西省吾                      |
| 8. | 「喝采」                 | 栗原暁         | 久保田真悟 栗原暁             |

## リハーサル見学会
『関ジャニ∞リハーサル見学会 〜ホンマにリハしかせぇへんよ!〜』（かんジャニエイトリハーサルけんがくかい ホンマにリハしかせぇへんよ）は、2022年12月18日から2023年1月14日にかけて開催された、本項ドームツアーのリハーサル見学会イベント。

### 概要（リハーサル見学会）
- 本イベントは、本項ドームツアーの各会場のリハーサルを見学出来るイベントである[49]。
- 本イベントには、21stライブDVD/Blu-ray『KANJANI∞ STADIUM LIVE 18祭』に封入された、『関ジャニ∞アプリ』のシリアルコードを使用して専用サイトで応募すると、各会場100名、計400名が抽選で招待される仕様となっている[49]。
- 本イベントの模様の一部（約31分）は、2023年1月31日から同年2月28日にかけて、同アプリにて配信された[49][88]。
- 応募期間・当選発表は以下の通り[49]。
  - 応募期間：2022年11月29日 - 12月4日
  - 当選発表：同年12月9日

### 開催日程（リハーサル見学会）
※スケジュールの都合上、全て本項ドームツアーの2日目の開催。
| 年     | 日程     | 会場                             |
| ------ | -------- | -------------------------------- |
| 2022年 | 12月18日 | 福岡PayPayドーム（福岡県）       |
| 2022年 | 12月25日 | バンテリンドームナゴヤ（愛知県） |
| 2023年 | 1月8日   | 東京ドーム（東京都）             |
| 2023年 | 1月14日  | 京セラドーム大阪（大阪府）       |